# بشی (آلاباما)
بشی (به انگلیسی: Bashi) یک منطقهٔ مسکونی در ایالات متحده آمریکا است که در شهرستان کلارک، آلاباما واقع شده‌است. بشی ۵۳٫۰۴ متر بالاتر از سطح دریا واقع شده‌است.